# Flughafen Varanasi

i8
i11
i13
Der ca. 82 m hoch gelegene Flughafen Varanasi (englisch Varanasi Airport, auch Lal Bahadur Shastri Airport) ist ein internationaler Flughafen in Babatpur, ca. 23 km (Fahrtstrecke) nordwestlich von Varanasi, im Bundesstaat Uttar Pradesh im Norden Indiens.

## Ausbauplanung
Aufgrund der Zunahme von Passagierzahlen und Flugzeugbewegungen plant die indische Flughafenbehörde, die Landebahn von derzeit 2745 m auf 4075 m zu verlängern. Eine Unterführung wird gebaut, da sich die Erweiterung mit dem National Highway 31 kreuzt. Im November 2019 legte die indische Flughafenbehörde einen Vorschlag für ein neues Flughafenterminal vor, das bis zum Jahr 2024 fertiggestellt sein soll.

## Flugverbindungen
Der Flughafen Varanasi wird von mehreren indischen Fluggesellschaften angeflogen. Es gibt Flüge zu zahlreichen nationalen Zielen (darunter Delhi, Mumbai, Bengaluru, Ahmedabad, Hyderabad u. a.); internationale Flüge finden derzeit nur nach Sharjah und Kathmandu statt.

## Sonstiges
- Der Flughafen hat eine Start- und Landebahn mit einer Länge von ca. 2745 m.
- Betreiber ist die Airports Authority of India.